# Noord-Braband Verzekeringen

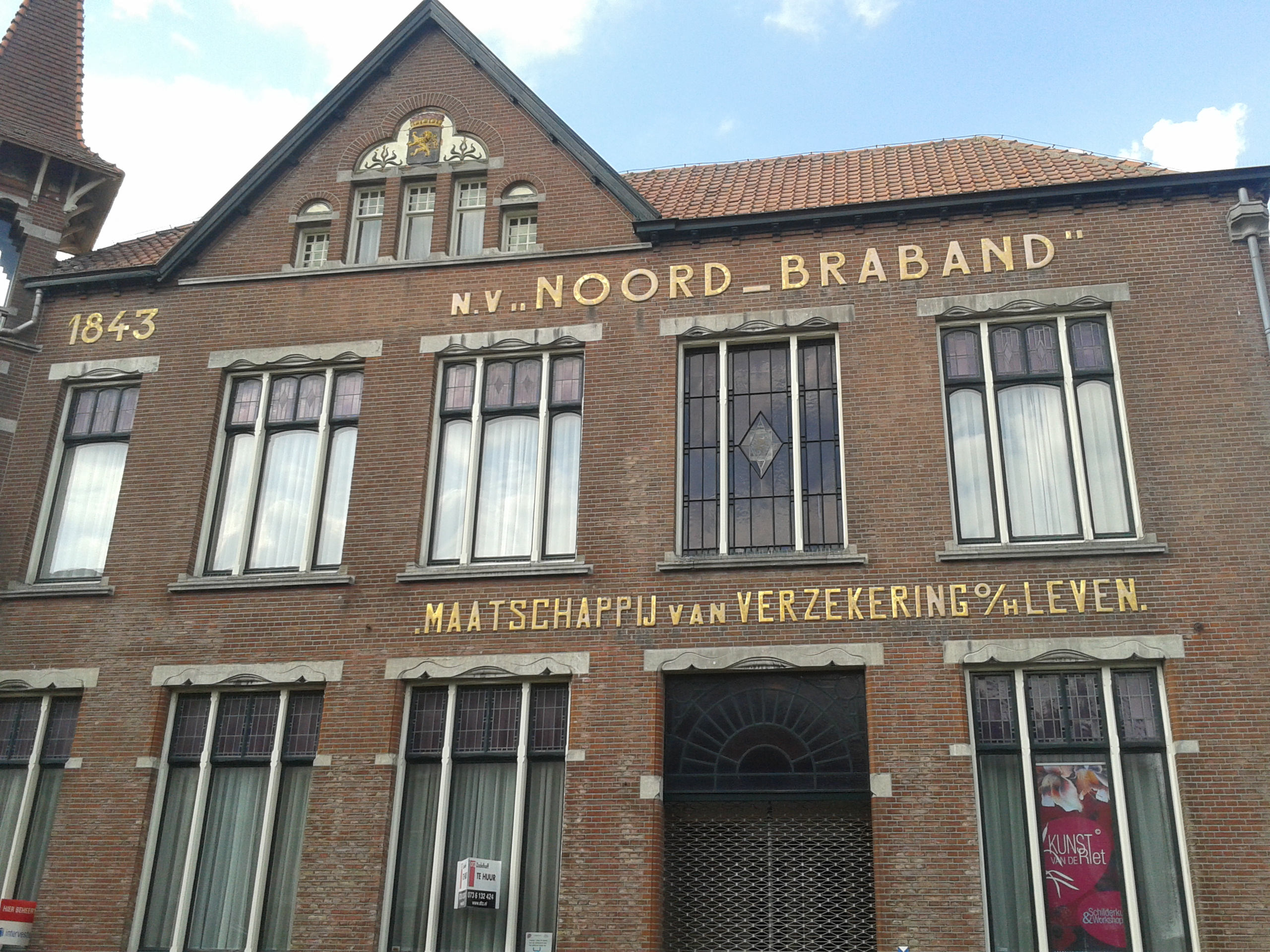
Hoofdkantoor Noord Braband, Waalwijk

De verzekeringsmaatschappij Noord-Braband Verzekeringen begon in 1843 als regionaal begrafenisfonds en ontwikkelde zich tot een Nederlands verzekeringsbedrijf met bijkantoren in België en Duitsland. Het hoofdkantoor was vanaf 1855 in Waalwijk gevestigd. Het bedrijf fuseerde in 1999 met het Nationaal Spaarfonds.

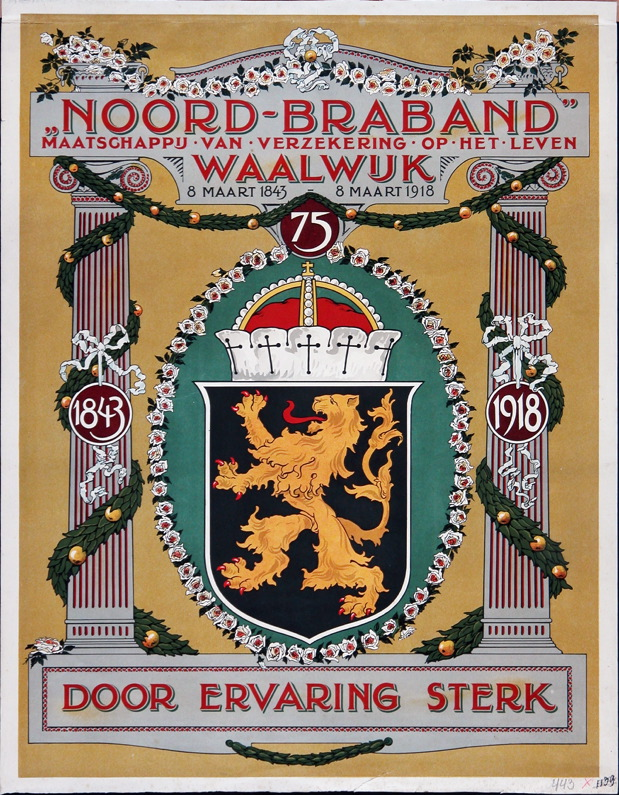
Affiche ter gelegenheid van het 75-jarig bestaan van het bedrijf

## Oprichting
Noord-Braband Verzekeringen kwam voort uit het Noord-Brabandsche Begrafenisfonds, dat op 8 maart 1843 werd opgericht in ’s-Hertogenbosch door Carel Lodewijk Franck en E. Jansen Hz. onder de zinspreuk: Tot algemeen welzijn. Ze nodigden ‘vertrouwde en geschikte personen’ uit om agent te worden in Breda en Eindhoven. 
Ruim vier maanden later, op 17 juli, trad Franck terug als directeur en in zijn plaats kwam Wilhelmus Timmermans, die directeur-secretaris was van het Algemeen Ziekenfonds in Waalwijk en die al wel agent was geworden voor het Noord-Brabandsche Begrafenisfonds in ’s-Hertogenbosch.

## Ontwikkeling
In de eerste maanden waren er in de provincie Noord Brabant al diverse agenten aangesteld. Met de nieuwe directie ging de werving verder in Gelderland en de bedoeling was in heel Nederland agenten aan te stellen. 
In 1855 verhuisde het bedrijf naar Waalwijk. Vanaf 1885 werden er niet alleen maar begrafenisverzekeringen verkocht, maar ook gemengde verzekeringen: een uitkering bij in leven zijn op een bepaalde einddatum of bij eerder overlijden. De naam van het bedrijf werd veranderd in Noord-Braband, Maatschappij van Verzekering op het Leven. Vanaf 1966 ging men ook schadeverzekeringen verkopen en de naam Noord-Braband Verzekeringen werd vervolgens de nieuwe naam.
Eveneens in 1885 ging het bedrijf ook in België verzekeringen afsluiten en in 1896 werd het werkgebied uitgebreid naar Duitsland. Na 25 jaar stopte men met de acquisitie in Duitsland. In België had men meer succes en in 1932 nam men zelfs de Belgische portefeuille van de Eerste Hollandsche Levensverzekeringbank over. Tussen 1871 en 1961 deed Noord-Braband Verzekeringen enkele andere kleine overnames.
In Nederland had Noord-Braband Verzekeringen negen bijkantoren, waar tot 1945 de klantenadministratie was ondergebracht. In dat jaar werd begonnen met het centraliseren van de administratie op het hoofdkantoor in Waalwijk. Tussen 1950 en 1960 zijn de bijkantoren in Nederland gesloten. In België had men een Centraal Kantoor in Brussel met bijkantoren in Gent, Antwerpen en Luik.

## Bestuur
Zodra Wilhelmus Timmermans in juli 1843 directeur werd in plaats van Franck, voerde hij een reglementswijziging door die gunstig was voor de deelnemers. Wie bij inschrijving gezond was, kreeg al na drie maanden recht op een uitkering bij overlijden. In september 1843 adverteerde hij met twee voorbeelden van uitbetalingen: 30 gulden voor een overleden kind waarvoor totaal pas 42,5 cent aan premie was betaald en 112,50 gulden waarvoor in zestien weken totaal 1,12 gulden aan premie was betaald. In de jaren daarna adverteerden burgemeesters en pastoors geregeld met aanbevelingen, omdat het fonds in de praktijk coulant was en zich niet verschool achter de letter van het reglement.
Na de verhuizing naar Waalwijk in 1855 werd Jansen niet meer genoemd als directeur en in 1858 werd Judocus, de zoon van Wilhelmus, benoemd tot directeur-administrateur. In 1863 werd F. W. Brok als mededirecteur genoemd. Brok overleed in 1871 en Wilhelmus in 1874. Naast Judocus werd toen zijn broer Johannes Bernardus directeur. 
In 1895 werd het bedrijf omgezet in een naamloze vennootschap en werd het aantal commissarissen uitgebreid tot vijf. De directie bestond vanaf 1871 uitsluitend uit leden van de familie Timmermans en ook de aandelen waren voor 100% in handen van de familie.
Het honderdjarig bestaan van het bedrijf viel midden in de Tweede Wereldoorlog en werd alleen met het personeel herdacht. In 1968 werd het 125-jarig bestaan wel feestelijk gevierd met een receptie in de Efteling.

## Onderdeel van Delta Lloyd
In 1968 was het directeur Philippus Timmermans (1931-2000) duidelijk dat de onkostenpositie van het bedrijf zich ongunstig ontwikkelde en dat aansluiting bij een groter concern een mogelijke oplossing was. Hij wist de aandeelhouders te overtuigen en in juni 1969 werd de Noord-Braband onderdeel van de Delta-groep. Delta was ondertussen al enige tijd in gesprek met de Nederlandsche Lloyd, wat in september 1969 leidde tot de vorming van de Delta Lloyd Verzekeringsgroep. 
Noord-Braband nam in 1971 de verzekeringen over van Levensverzekering Maatschappij Aurora, een andere dochter van Delta Lloyd, die in 1967 door de Nederlandsche Lloyd was ingelijfd. In 1979 werden de activiteiten in België gestaakt, maar in Nederland ontwikkelde Noord-Braband zich tot een complete verzekeraar voor de particuliere markt met aanbod van levensverzekeringen, schadeverzekeringen, hypotheken en financieringen.
In 1999 fuseerde Noord-Braband met het in 1913 opgerichte Nationaal Spaarfonds, een dochter van Delta Lloyd die in 1964 door de Hollandsche Societeit was ingelijfd. Ze gingen verder onder de naam Nationaal Spaarfonds met Waalwijk als vestigingsplaats. Daarmee verdween de naam Noord-Braband uit de verzekeringswereld. (In 2010 verhuisde het Nationaal Spaarfonds naar Arnhem, waarbij de schadeverzekeringen werden overgezet naar OHRA dat in 1999 was overgenomen door Delta Lloyd. In 2017 werd Delta Lloyd overgenomen door NN Group en daarmee werd ook het Nationaal Spaarfonds onderdeel van Nationale Nederlanden.)

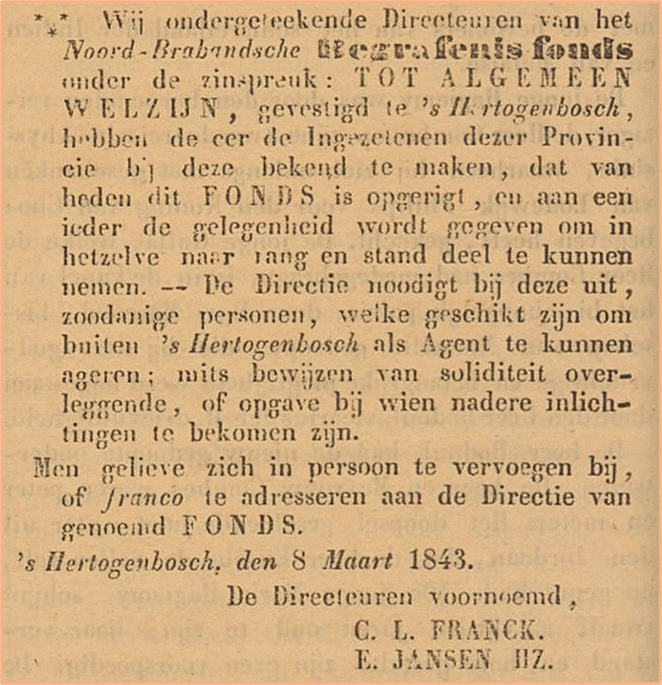
Bekendmaking van het opgerichte Fonds 8 maart 1843
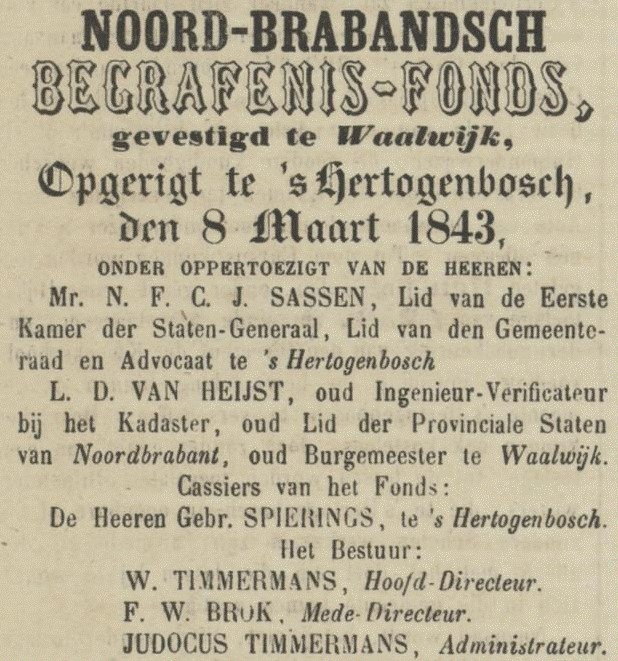
Advertentie Noord-Brabandsch Begrafenisfonds 1863
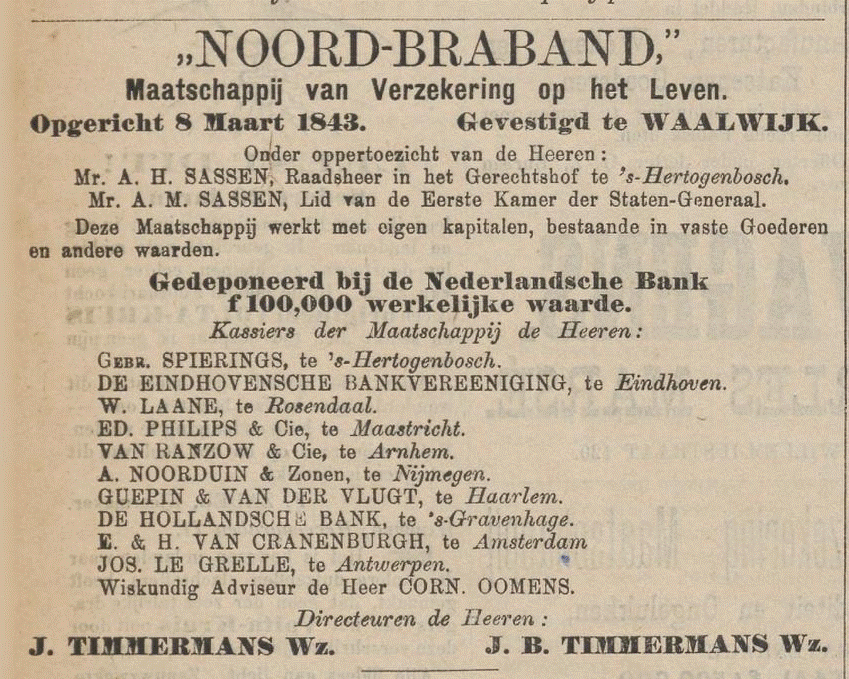
Advertentie Noord-Braband Maatschappij van Verzekering op het Leven 1893
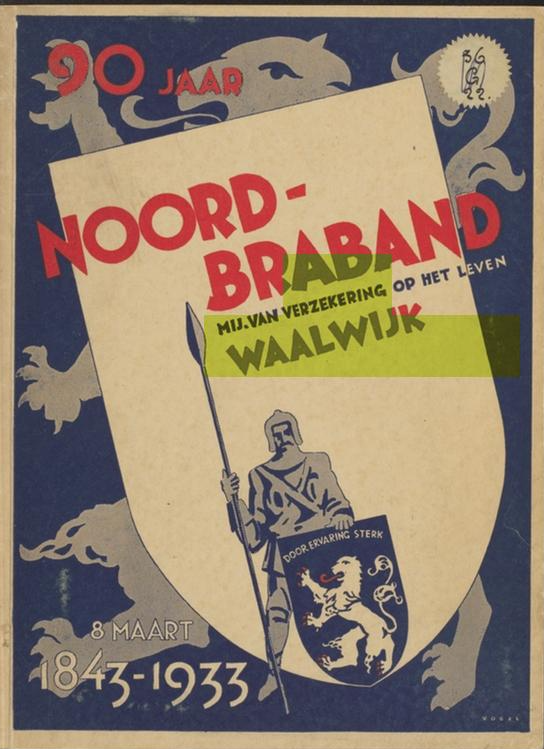
Voorblad gedenkschrift 90-jarig bestaan Noord Braband verzekeringen
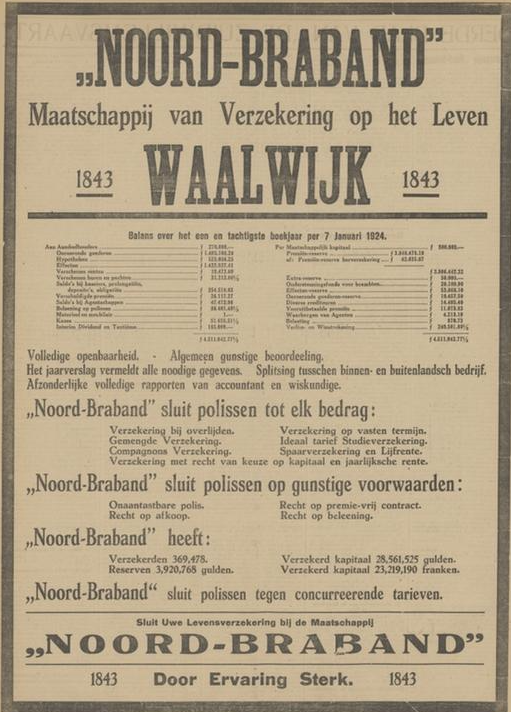
paginagrote advertentie Noord Braband met productinformatie 1925
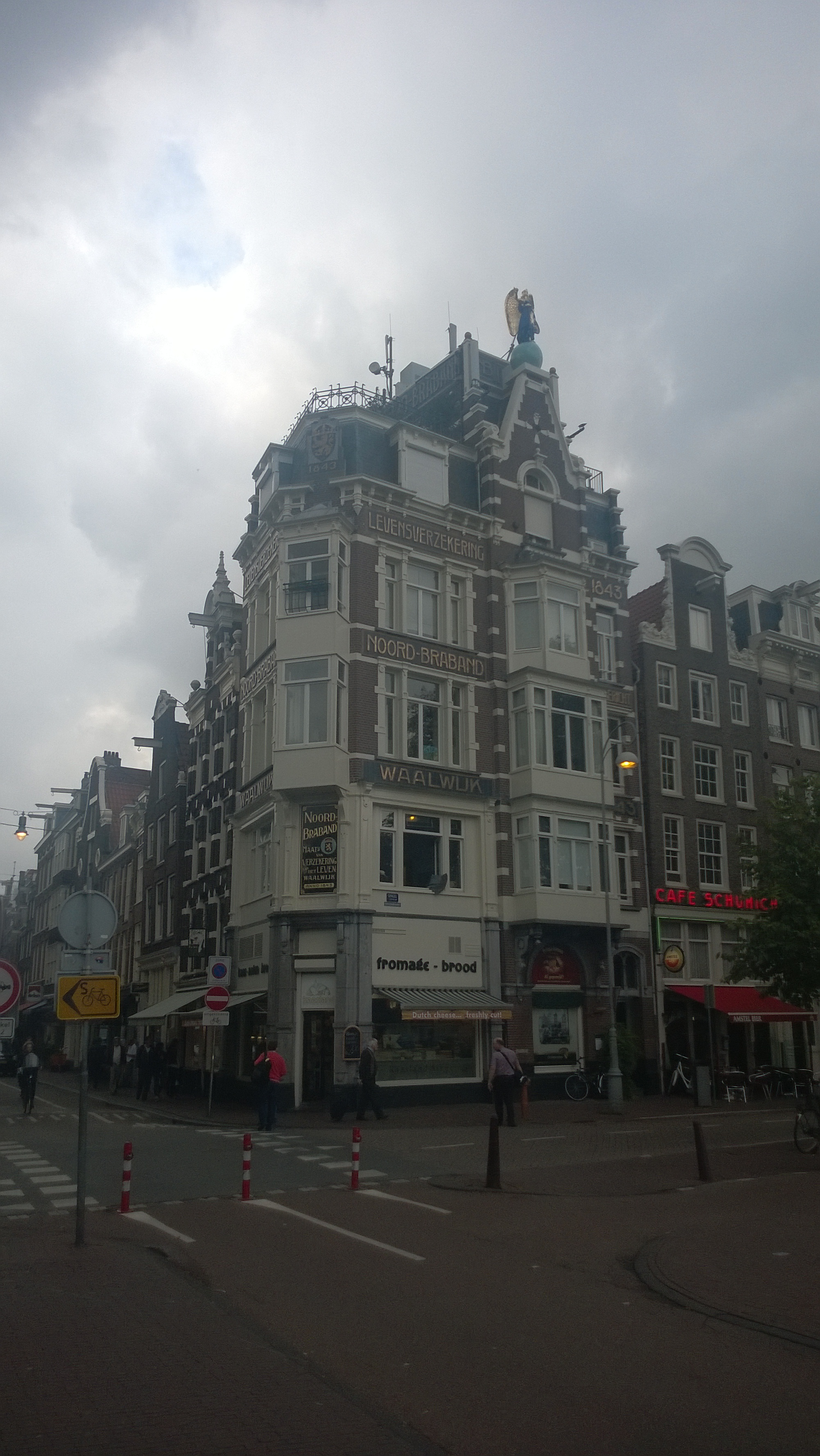
Bijkantoor Noord-Braband in Amsterdam, Haarlemmerstraat 2